# 吉田光太
吉田 光太（よしだ こうた、1977年7月25日 - ）は、日本プロ麻雀連盟に所属する競技麻雀のプロ雀士。以前は、最高位戦日本プロ麻雀協会や日本プロ麻雀協会に所属していた。

## 概要
群馬県出身。キャッチフレーズは「龍を宿す右腕」。2003年に日本プロ麻雀協会に入会し、2011年に最高位戦日本プロ麻雀協会に移籍。2023年、最高位戦を退会し、日本プロ麻雀連盟に入会。
日本プロ麻雀協会に所属する仲林圭に師事されている。

## 獲得タイトル
- 第1期オータムチャンピオンシップ優勝[1]
- 第7回野口恭一郎賞受賞[1]